# عملية بريفيتي
عملية بريفيتي (بالإنجليزية: Operation Brevity)‏ هو هجوم محدود من قوات الحلفاء على القوات الألمانية خلال حملة شمال أفريقيا في الحرب العالمية الثانية والتي كانت في الفترة من 15 إلى 16 مايو 1941 على الحدود المصرية الليبية وعلى الرغم من البداية الواعدة للمعركة إلا أنه تم إلغاء العملية بعد يوم واحد من انطلاقها نظرًا للتعزيزات التي قدمت للقوات الألمانية المقاتلة وانتهت المعركة بنتيجة غير حاسمة.

## وصلات خارجية
- وثائقى عن العملية على اليوتيوب

https://youtu.be/UGxODQR6GS0